# Кодекс Вольфа B

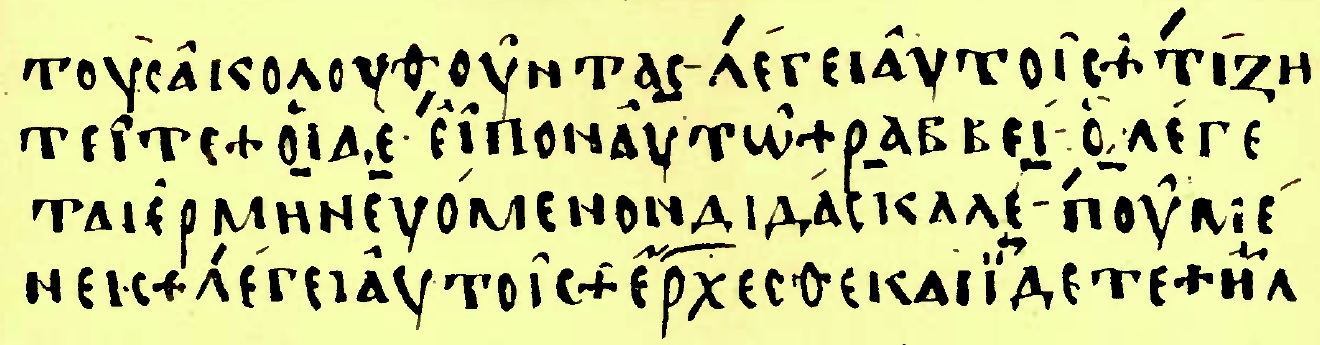
Кодекс Вольфа B

Кодекс Вольфа B (лат. Codex Seidelianus II, умовне позначення He або 013) — один з рукописів Нового Заповіту, написаний давньогрецькою мовою (діалект Койне), датується IX століттям.
Бореліанський кодекс містить Четвероєвангеліє. Збереглося 194 аркуші кодексу, розмір аркуша — 22 на 18 см. Текст кодексу написаний в одну колонку на сторінку.
Бореліанський кодекс зберігається в бібліотеці Триніті-коледж (B. XVII 20, 21) в Кембриджі.